# Солтанов, Алан Владимирович
Ала́н Влади́мирович Солта́нов (род. 11 июня 1991, Алагир, Северо-Осетинская АССР, СССР) — российский футболист, защитник.

## Карьера
Воспитанник «Алании», в составе которой выступал в молодёжном первенстве Премьер-лиги. Летом 2012 года подписал контракт с азербайджанскмм «Кяпазом». Дебютировал в Премьер-Лиге 16 февраля 2013 года в матче против «Рявана» (0:2). В сезоне 2013/14 защищал цвета клуба «Газпром Трансгаз Ставрополь». В июле 2014 года пополнил ряды тверской «Волги». В ноябре того же года расторг контракт с клубом и перешёл в ставропольское «Динамо». Летом 2016 года подписал контракт с «Черноморцем». В феврале 2018 года пополнил ряды клуба «Машук-КМВ». В сезоне 2018/19 защищал цвета «Инкомспорта». В августе 2019 года подписал контракт с ялтинским «Рубином». Завершил карьеру в 2021 году в «Крымтеплице».